# 남방군
남방군(일본어: ja なんぽうぐん[*], 영어: Southern Expeditionary Army Group; SEAG)은 1941년 11월 6일부터 1945년 9월 2일까지 동남아시아 전구에 있는 모든 부대를 총괄하던 일본 제국 육군의 총군이었다. 통칭호는 "威 이[*]"다.
데라우치 히사이치 대장이 지휘했으며, 예하 부대는 동남아시아와 남태평양 지역을 점령하고 주둔하였다.

## 부대
- 팔라우 지구집단
  - 제14사단
  - 독립혼성 제49여단
  - 독립혼성 제53여단
- 버마 방면군 - 버마
- 제7방면군 - 말레이시아, 싱가포르, 수마트라섬
- 제14방면군 - 필리핀
- 제18방면군 - 태국
- 제2군 - 방글라데시(동인도), 네덜란드
- 제18군 - 파푸아뉴기니, 솔로몬 제도
- 제37군 - 필리핀 보르네오섬
- 제38군 - 인도네시아, 프랑스
- 제3항공군
- 제4항공군; 1944년 3월 27일, 창설 ~ 1945년 2월 13일, 해체
- 제2야전수송사령부
- 제3선박수송사령부
- 제34야전수송사령부
- 남방군 야전철도사령부
- 남방군 통신대사령부

## 같이 보기
- 일본 제국 육군의 군 목록